# Сосновка (Белокатайский район)
Сосновка (баш. Сосновка) — деревня в Белокатайском районе Республики Башкортостан Российской Федерации. Входит в состав Атаршинского сельсовета. 

## География

### Географическое положение
Расстояние до:
- районного центра (Новобелокатай): 23 км,
- центра сельсовета (Атарша): 9 км,
- ближайшей ж/д станции (Ункурда): 59 км.

## Население
| 2002 | 2009 | 2010 |
| ---- | ---- | ---- |
| 27   | ↗30  | ↘25  |

Согласно переписи 2002 года, преобладающая национальность — русские (74 %).